# Braniștea (Mehedinți)
Braniștea è un comune della Romania di 2031 abitanti, ubicato nel distretto di Mehedinți, nella regione storica dell'Oltenia. 
Il comune è formato dall'unione di 2 villaggi: Braniștea e Goanța.